# Arrondissement d'Elbing
L'arrondissement d'Elbing est un arrondissement prussien qui a existé de 1818 à 1945. Appartenant à l'origine à la province de Prusse-Occidentale, avec le chef-lieu de l'arrondissement Elbing formant son propre arrondissement urbain à partir de 1874, il est divisé en 1920 par le traité de paix de Versailles. Son territoire à l'ouest du Nogat revient à la Ville libre de Dantzig. L'arrondissement réduit est rattaché à la Prusse-Orientale et existe jusqu'à fin février 1945 lorsqu'il est conquis par l'Armée rouge. La zone de l'ancien arrondissement appartient à la voïvodie polonaise de Varmie-Mazurie.

## Histoire
La ville d'Elbing et ses environs sont passés de la Prusse royale à la Prusse en 1772 lors du première partage de la Pologne font d'abord partie de l'arrondissement de Marienbourg (de),. Par l'ordonnance prussienne sur les autorités provinciales du 30 avril 1815 et ses dispositions d'application, la région est rattachée au district de Dantzig dans la province de Prusse-Occidentale. Dans le cadre d'une vaste réforme des arrondissements du district de Dantzig, le nouveau arrondissement d'Elbing est créé le 1er avril 1818 à partir de la partie nord de l'arrondissement de Marienbourg. Il comprend les villes d'Elbing et de Tolkemit, les bureaux de l'intendance d'Elbing et de Tolkemit, les bureaux de direction d' Elbing et de Tolkemit et les domaines nobles de Kadinen (de) et Rehberg (de). Le siège de l'arrondissement est à Elbing.
Du 3 décembre 1829 au 1er avril 1878, la Prusse-Occidentale et la Prusse-Orientale sont réunies en une seule province, la province de Prusse.
Le 1er janvier 1874, la ville d'Elbing quitte l'arrondissement et forme son propre arrondissement urbain. En 1897, une grande surface contenant des vestiges archéologiques est découverte près du manoir d'Hansdorf, et des fouilles sont entreprises dans les années 1920. De même, on a découvert un grand champ de tombes près d'Elbing. Les découvertes sont déposées au musée d'Elbing. D'autres fouilles n'ont pas pu être poursuivies à cause de la guerre.
Le 1er avril 1913, le territoire de l'arrondissement est réduit par l'incorporation des communes de Klein Röbern, Klein Teichhof, Pangritz-Kolonie, Stolzenmorgen, Strauchmühle, Thumberg, Wansau et Wittenfelde dans l'arrondissement urbain d'Elbing.

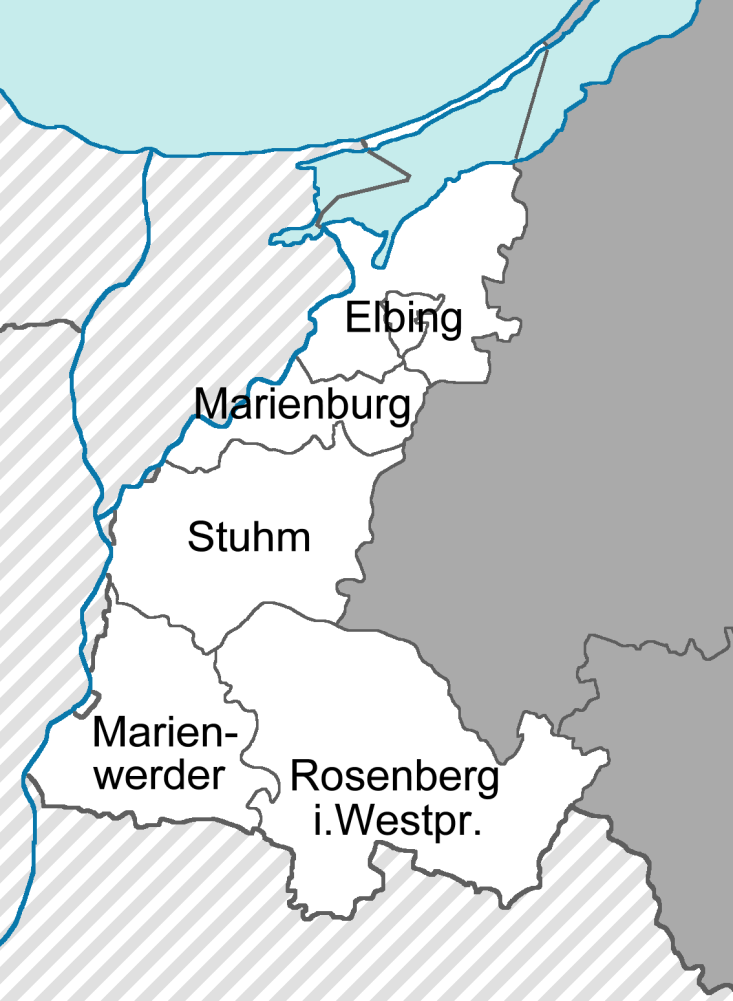
District de Prusse-Occidentale 1922-1939

Avant même l'entrée en vigueur du Traité de Versailles, les communes de Kahlberg, Narmeln (de), Neukrug et Vöglers de l'arrondissement de Dantzig-Bas (de), situées sur la presqu'île de la Vistule, sont rattachées à l'arrondissement d'Elbing le 1er octobre 1919. Avec l'entrée en vigueur du Traité de Versailles le 10 janvier 1920, la partie de l'arrondissement d'Elbing située à l'ouest de la Nogat doit être cédée à la Ville libre de Dantzig. L'arrondissement d'Elbing perd ainsi 25 % de son territoire et 23 % de ses habitants. Dans la Ville libre de Dantzig, ce territoire est rattaché à l'arrondissement de Großes Werder (de).
À la suite de la dissolution de la province de Prusse-ccidentale, le 28 novembre 1920, l'arrondissement d'Elbing fut placé sous la tutelle du président du district de Marienwerder et de la province de Prusse-Orientale. Le 24 décembre 1920, lors d'une correction ultérieure des frontières, la commune de Pröbbernau est transférée de la ville libre de Dantzig à l'arrondissement d'Elbing. Parallèlement, la commune de Zeyerniederkampen et le district de domaine de Nogathaffkampen, qui ont été cédés en janvier 1920, reviennent également dans l'arrondissement d'Elbing. L'arrondissement d'Elbing est également formellement intégré à la province de Prusse-Orientale le 1er juillet 1922. Pour des raisons de tradition, le district de Marienwerder est rebaptisé district de Prusse-Occidentale. Le siège du président de district reste à Marienwerder.
Le 30 septembre 1928, les districts de domaine de Freiwalde, Groß Wesseln, Herrenpfeil, Pfarrwald et Vogelsang ainsi que les districts de domaine d'Eichwalde et de Spittelhof sont rattachés à Elbing le 17 octobre 1928. Le 30 septembre 1929, une réforme territoriale a lieu dans l'arrondissement d'Elbing, comme dans le reste de l'État libre de Prusse, dans laquelle tous les districts de domaine sauf trois sont dissous et attribués aux communes voisines.

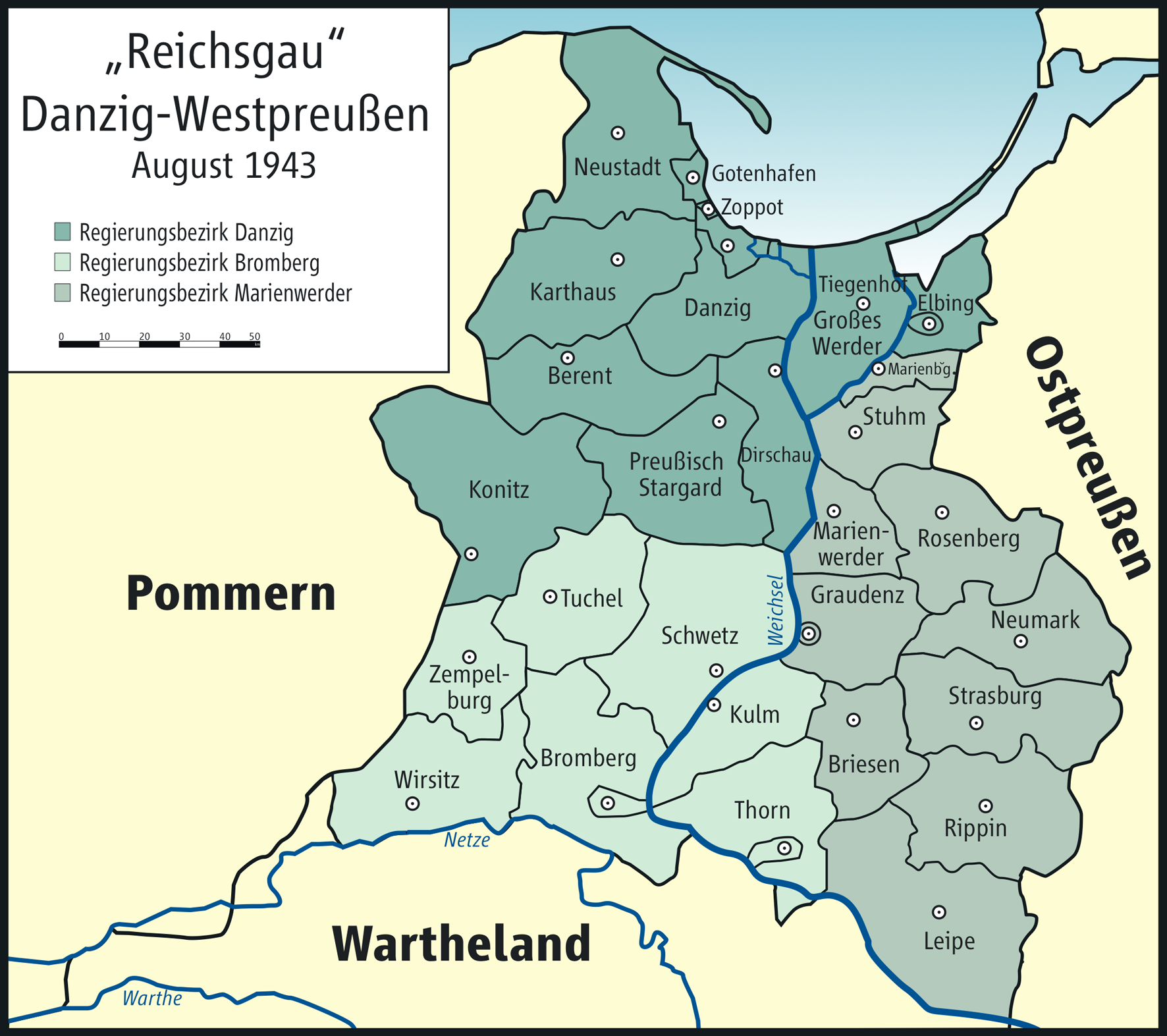
Reichsgau de Dantzig-Prusse-Occidentale (août 1943)

Après la conquête de Dantzig au début de la Seconde Guerre mondiale, l'arrondissement d'Elbing devient une partie du Reichsgau de Prusse-Occidentale, formé le 26 novembre 1939, puis de Dantzig-Prusse-Occidentale, et rejoint le nouveau district de Dantzig (de). En janvier et février 1945, l'Armée rouge conquit l'arrondissement et ne le place sous l'administration de la République populaire de Pologne "que" le 19 mai 1945. La plupart des habitants sont ensuite expulsés de l'arrondissement et remplacés par des Polonais.
Depuis 1999, l'arrondissement forme la partie principale du powiat d'Elbląg, dont l'administration est basée à Elbląg et qui appartient à la voïvodie de Varmie-Mazurie. Cette voïvodie correspond en grande partie à la moitié sud de l'ancienne Prusse-Orientale ; sa capitale est Olsztyn.

## Politique

### Administrateurs de l'arrondissement
- 1818–181900Bax
- 1819–182100Eichel
- 1821–186800Karl Friedrich Abramowski (de)
- 1868–187900Frank
- 1879–188300Arthur Birkner
- 1883–188800Eugen Dippe (de)
- 1888–190700Rüdiger Etzdorf (de)
- 19070000000Arthur von Posadowsky-Wehner
- 1908–192500Nikolaus von Posadowsky-Wehner
- 1926–194400Carl Cichorius (de)

### Élections
Dans l'Empire allemand, la ville et l'arrondissement d'Elbing ainsi que l'arrondissement de Marienbourg (de) forment la 1re circonscription du district de Dantzig. La circonscription est presque entièrement remportée par des candidats conservateurs. 
- 1871 00 Wilhelm von Brauchitsch (de), Parti conservateur
- 1874 00 Wilhelm von Brauchitsch, Parti conservateur
- 1877 00 Otto Hausburg (de), libéral indépendant
- 1878 00 Wilhelm von Minnigerode, Parti conservateur allemand
- 1881 00 Wilhelm von Minnigerode, Parti conservateur allemand
- 1884 00 Bernhard von Puttkamer, Parti conservateur allemand
- 1887 00 Bernhard von Puttkamer, Parti conservateur allemand
- 1890 00 Richard zu Dohna-Schlobitten, Parti conservateur allemand
- 1893 00 Bernhard von Puttkamer, Parti conservateur allemand
- 1898 00 Bernhard von Puttkamer, Parti conservateur allemand
- 1903 00 Elard von Oldenburg-Januschau, Parti conservateur allemand
- 1907 00 Elard von Oldenburg-Januschau, Parti conservateur allemand
- 1912 00 Rudolf Schröder (de), Parti conservateur libre

### Constitution communale
Depuis le XIXe siècle, l'arrondissement de Braunsberg est divisé en villes, en communes rurales et en districts de domaine. Avec l'introduction de la loi constitutionnelle prussienne sur les communes du 15 décembre 1933 ainsi que le code communal allemand du 30 janvier 1935, le principe du leader est appliqué au niveau municipal. Une nouvelle constitution d'arrondissement n'est plus créée; Les règlements de l'arrondissement pour les provinces de Prusse-Orientale et Occidentale, de Brandebourg, de Poméranie, de Silésie et de Saxe du 19 mars 1881 restent applicables.

## Population

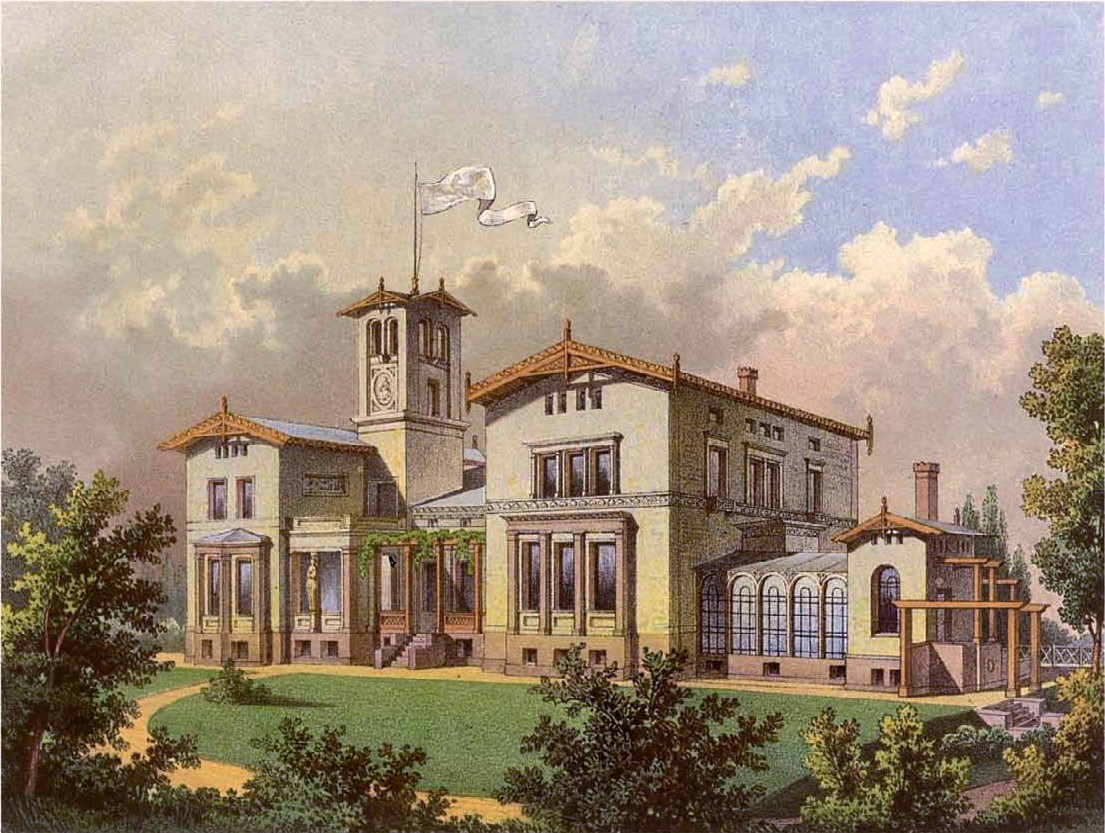
Manoir d'Hansdorf vers 1860, Collection Alexander Duncker

### Évolution de la démographie
- 1821 00 41 632
- 1831 00 44 406
- 1852 00 59 297
- 1861 00 60 852
- 1871 00 68 471
- 1890 00 37 610, avec Elbing 79 186
- 1900 00 38 800, avec Elbing 91 318
- 1910 00 38 611, avec Elbing 97 247
- 1925 00 26 717, avec Elbing 94 595
- 1933 00 26 202, avec Elbing 98 611
- 1939 00 26 992, avec Elbing 110 182

### Répartition religieuse
| Année                                   | Protestants | Protestants | Catholiques | Catholiques | Juifs | Juifs | Autres | Autres |
| --------------------------------------- | ----------- | ----------- | ----------- | ----------- | ----- | ----- | ------ | ------ |
| Année                                   | Total       | %           | Total       | %           | Total | %     | Total  | %      |
| 1821                                    | 32 636      | 78,4        | 6 534       | 15.7        | 288   | 0,7   | 2 174  | 5.2    |
| 1852                                    | 46 401      | 78,3        | 10 331      | 17.4        | 510   | 0,9   | 2 055  | 3.5    |
| 1871                                    | 53 137      | 77,6        | 12 559      | 18.3        | 560   | 0,8   | 2 215  | 3.2    |
| 1890                                    | 28 572      | 76,0        | 7 321       | 19.5        | 28    | 0,1   | 1 689  | 4.5    |
| 1910                                    | 29 153      | 75,5        | 7 964       | 20.6        | 18    | 0,1   | 1 476  | 3.8    |
| avec l'arrondissement urbain d'Elbing : |             |             |             |             |       |       |        |        |
| 1890                                    | 60 676      | 76,6        | 15 436      | 19.5        | 512   | 0,6   | 2 562  | 3.2    |
| 1910                                    | 74 866      | 77,0        | 18 904      | 19.4        | 389   | 0,4   | 3 088  | 3.2    |

Le groupe assez important des autres confessions est en grande partie composé de mennonites. L'un d'eux est Horst Gerlach (de), qui vient de Neuendorf Höhe. Le déclin constant de la population mennonite est dû à une forte émigration.

## Villes et communes

### Communes cédées en 1920
Les communes suivantes appartiennent à la zone à l'ouest du Nogat, qui doit être cédée à la Ville libre de Dantzig en 1920 :
Einlage
Fürstenau
Grenzdorf A
Grenzdorf B
Groß Mausdorf
Jungfer
Keitlau
Klein Mausdorf
Klein Mausdorferweide
Krebsfelde
Lakendorf
Lupushorst
Neudorf
Neulanghorst
Neustädterwald
Rosenort
Stuba
Walldorf
Zeyer
Zeyervorderkampen

### Division administrative en 1945
Au début de 1945, l'arrondissement d'Elbing se compose de 68 communes, dont la ville de Tolkemit, et de trois districts de domaine :
| District de bureau & Communes        | Population (1939) | Commentaire                                                    |
| Ville Tolkemit                       |                   |                                                                |
| 1. Tolkemit, ville                   | 3866              |                                                                |
| District de bureau de Cadinen        |                   |                                                                |
| 1. Cadinen                           | 448               |                                                                |
| District de bureau de Damerau        |                   |                                                                |
| 1. Behrendshagen                     | 347               |                                                                |
| 2. Damerau                           | 370               |                                                                |
| 3. Drewshof                          | 173               |                                                                |
| 4. Schönwalde                        | 211               |                                                                |
| District de bureau de Dörbeck        |                   |                                                                |
| 1. Dörbeck                           | 631               |                                                                |
| 2. Groß Steinort                     | 628               |                                                                |
| 3. Lenzen                            | 998               |                                                                |
| 4. Succase                           | 770               |                                                                |
| District de bureau d'Ellerwald       |                   |                                                                |
| 1. Ellerwald I. Trift                | 211               |                                                                |
| 2. Ellerwald II. Trift               | 181               |                                                                |
| 3. Ellerwald III. Trift              | 411               |                                                                |
| 4. Ellerwald IV. Trift               | 220               |                                                                |
| 5. Ellerwald V.                      | 252               |                                                                |
| 6. Kraffohlsdorf                     | 683               |                                                                |
| District de bureau de Fichthorst     |                   |                                                                |
| 1. Fichthorst (de)                   | 1533              | rebaptisé le 16 juillet 1938, anciennement territoire d'Elbing |
| 2. Hoppenau                          | 155               |                                                                |
| 3. Moosbruch                         | 162               |                                                                |
| 4. Möskenberg                        | 85                |                                                                |
| 5. Neuhof                            | 182               |                                                                |
| 6. Nogathau                          | 466               |                                                                |
| 7. Schlammsack                       | 48                |                                                                |
| 8. Schwarzdamm                       | 63                |                                                                |
| District de bureau de Frisches Haff  |                   |                                                                |
| 1. Frisches Haff                     | 0                 |                                                                |
| District de bureau de Grunau Höhe    |                   |                                                                |
| 1. Dambitzen                         | 421               |                                                                |
| 2. Grunau Höhe                       | 533               |                                                                |
| District de bureau de Kahlberg       |                   |                                                                |
| 1. Kahlberg, Forst                   | 0                 |                                                                |
| 2. Kahlberg-Liep                     | 742               |                                                                |
| 3. Narmeln (de)                      | 295               |                                                                |
| 4. Neukrug                           | 114               |                                                                |
| 5. Pröbbernau                        | 269               |                                                                |
| 6. Vöglers                           | 188               |                                                                |
| District de bureau de Kerbswalde     |                   |                                                                |
| 1. Aschbuden                         | 236               |                                                                |
| 2. Groß Wickerau                     | 193               |                                                                |
| 3. Kerbshorst                        | 164               |                                                                |
| 4. Klein Wickerau                    | 164               |                                                                |
| 5. Oberkerbswalde                    | 349               |                                                                |
| 6. Streckfuß                         | 306               |                                                                |
| 7. Unterkerbswalde                   | 308               |                                                                |
| District de bureau de Lärchwalde     |                   |                                                                |
| 1. Groß Röbern                       | 288               |                                                                |
| 2. Lärchwalde                        | 1176              |                                                                |
| District de bureau de Neukirch Höhe  |                   |                                                                |
| 1. Birkau                            | 75                |                                                                |
| 2. Conradswalde                      | 267               |                                                                |
| 3. Dünhöfen                          | 159               |                                                                |
| 4. Haselau                           | 191               |                                                                |
| 5. Hütte                             | 214               |                                                                |
| 6. Klakendorf                        | 49                |                                                                |
| 7. Neuendorf-Kämmereidorf            | 70                |                                                                |
| 8. Neukirch Höhe                     | 602               |                                                                |
| 9. Rückenau                          | 157               |                                                                |
| District de bureau de Pomehrendorf   |                   |                                                                |
| 1. Fichthorst                        | 1533              | rebaptisé le 16 juillet 1938, anciennement territoire d'Elbing |
| 2. Pomehrendorf (de)                 | 351               |                                                                |
| 3. Stoboi                            | 583               | rebaptisé le 16 juillet 1938, anciennement Stoboy              |
| 4. Wolfsdorf Höhe (de)               | 286               |                                                                |
| District de bureau de Preußisch Mark |                   |                                                                |
| 1. Bartkamm                          | 109               |                                                                |
| 2. Böhmischgut                       | 157               |                                                                |
| 3. Kämmersdorf                       | 256               |                                                                |
| 4. Meislatein                        | 167               |                                                                |
| 5. Neuendorf Höhe                    | 249               |                                                                |
| 6. Plohnen                           | 190               |                                                                |
| 7. Preußisch Mark                    | 248               |                                                                |
| 8. Serpin                            | 179               |                                                                |
| 9. Wöklitz                           | 328               |                                                                |
| District de bureau de Terranova      |                   |                                                                |
| 1. Bollwerk                          | 395               |                                                                |
| 2. Fischerskampe                     | 293               |                                                                |
| 3. Terranova                         | 1245              |                                                                |
| 4. Zeyerniederkampen                 | 682               |                                                                |
| District de bureau de Trunz          |                   |                                                                |
| 1. Baumgart                          | 487               |                                                                |
| 2. Königshagen                       | 158               |                                                                |
| 3. Maibaum                           | 495               |                                                                |
| 4. Trunz (de)                        | 661               |                                                                |

## Personnalités liées à l'arrondissement
- Franz Sensfuß (1891-1976), général né à Trunz (de)